# Dankó Ferenc
Dankó Ferenc (Debrecen, 1978. október 1.) Chikung oktató, természetgyógyász, önvédelem-oktató, 8. danos eskrima nagymester, kétszeres Európa-bajnok, hétszeres világbajnok, középiskolai nyelvtanár.

## Tanulmányai
Harcművészeti tanulmányait 14 évesen kezdte, több stílust is gyakorolt: kendó, boksz, kick-box, Wing Tsun Kung-fu, capoeira, Kyusho Jitsu, brazil Dzsódzsucu. 16 éves korában kezdett el foglalkozni Chikunggal és különböző ezoterikus és spirituális módszerekkel.
2000-ben ismerkedett meg közvetlenül az Eskrimával, majd 2002-ben alternatív mozgás- és masszázsterapeuta természetgyógyászi képesítést szerzett.
2008-ban a Fülöp-szigeteki Doce Pares Központban, Dionisio Cañete nagymesternél tett sikeres vizsgát 1. danra, majd a 3. dant is megszerezte 2012-ben szintén a Fülöp-szigeteken, Cebu városában.
2016-ban Cebu városában, a Doce Pares Központban Dionisio Cañete nagymestertől megkapta az 5. dan-t.
2016-ban Dionisio Cañete nagymester és a Doce Pares Eskrima Tanácsa kinevezte Kelet Európa főinstruktorává.
2023-ban a Fülöp-szigeteken SGM Arnulfo Cuesta nagymestertől és a Nagymesterek Tanácsától megkapta a 8. dan fokozatot, valamint kinevezték nagymesterré.

## Tevékenysége

### Edzőként
A Magyarországi Doce Pares Eskrima Szervezet (Hungarian Doce Pares Eskrima Organisation) alapítója és vezető mestere. Tanítványai között számos magyar bajnok, Európa bajnok, és világbajnok található. A versenyeredmények mellett több tanítványa sikeresen elérte már az eskrimamester rangot. Minden évben Fülöp-szigeteki nagymestereket hív hazánkba, hogy velük gyakorolhasson, és emellett továbbképzéseket és szemináriumokat tartsanak hazai és nemzetközi szinten.
2006-ban alapította a Chi Kung Debrecen Önfejlesztő Iskolát, mely az első Chikung iskola volt Kelet-Magyarországon.[forrás?] Foglalkozásain gyermekoktatást is folytatott. 2008 szeptemberétől kezdte el oktatni a Zhineng Chikungot. 2009-2010-ben a Debreceni Klinikák Onkológia Tanszékén is tartott foglalkozásokat, mellyel célja a rehabilitáció segítése volt.[forrás?] 2014-ben meghívta Xi Xiaofeng mestert Debrecenbe, és azóta minden évben kínai Zhineng Chikung mestereket hív meg hazánkba. Iskolája 2014-ben nevet változtatott „Zhineng Chikung Önfejlesztő Iskolára”.

### Sportszervezőként
2005-ben kapcsolatba lépett a Doce Pares Eskrima európai vezetőjével, Danilo Huertas mesterrel, aki a meghívására 2006-ban Magyarországon járt. 2007 októberében meghívására hazánkba érkezett Dionisio Cañete a Doce Pares Eskrima vezető nagymestere. Meghívására 2009-ben hazánkba utazott Joe Borces nagymester, illetve 2013-ban Gerardo Rusiana mester. 2007-ben rendezte meg az első eskrimabajnokságot, mely azóta Magyarországi Eskrima-Kali-Arnis Országos Bajnoksággá nőtte ki magát.
2014-ben, Európában elsőként hazánkban szervezte meg a XIII. WEKAF (Eskrima) Világbajnokságot, ahol a magyar válogatott volt a legsikeresebb eskrimacsapat, mely eredményt a  2015-ös WEKAF Európa-bajnokságon megismételték.

## Eredményei
- 2008. 10. WEKAF Világbajnokság, Cebu City: a páros fullkontakt botharc világbajnoka.
- 2008. 2. Doce Pares Világbajnokság: a késküzdelem világbajnoka.
- 2010. 11. WEKAF Világbajnokság, Mexikó: a páros fullkontakt botharc világbajnoka.
- 2011. WEKAF Európa-bajnokság, Lengyelország: a fullkontakt egybotos harc és duplafegyveres formagyakorlat Európa-bajnoka, az általa vezetett válogatott 12 érmet szerzett.
- 2012. XII. WEKAF Világbajnokság, Fülöp-szigetek: 4 fős magyar eskrimaválogatott 13 érmet, közte 5 aranyérmet szerzett.
- 2012. WEKAF Világbajnokság: a páros-fegyveres formagyakorlat, a páros fullkontakt botharc, és az egybotos fullkontakt botharc világbajnoka.
- 2014. WEKAF Világbajnokság Magyarországon, Debrecenben: a Magyar Eskrima Válogatott volt a legsikeresebb Eskrima csapat a XIII. WEKAF Világbajnokságon.
- 2015. WEKAF Európa Bajnokság Románia, Bukarest: a Magyar Eskrima Válogatott volt a legsikeresebb csapat.
- 2016. XIV. WEKAF Világbajnokság, Cebu City, Fülöp-szigetek: vezetésével a Magyar Válogatott volt a legsikeresebb európai Eskrima csapat.